# Quốc ca Karachay-Cherkessia
Quốc ca Karachay-Cherkessia (tiếng Nga: Гимн Карачаево-Черкесии, Gimn Karachayevo-Cherkesii; tiếng Karachay-Balkar: Къарачай-Черкес Республиканы Гимни; tiếng Kabardino: Къэрэщей-Шэрджэс Республикэм и Къэрал Орэдыр) là quốc ca của Karachay-Cherkessia. Lời sáng tác bởi Yusuf Sozarukov (1952–2008) và Aslan Daurov (1940–1999) phổ nhạc. Bài quốc ca được chấp nhận vào ngày 9 tháng 4 năm 1998.

## Lời
Lời bài hát bao gồm ba đoạn và ba điệp khúc khác nhau.